# 109 màrtirs claretians
Els 109 màrtirs claretians són religiosos claretians que van ser assassinats per motius religiosos durant la guerra civil espanyola, el 1936. La cerimònia de beatificació va ser presidida pel cardenal Angelo Amato el 21 d'octubre de 2017 a la Sagrada Família de Barcelona. Va ser la beatificació més nombrosa de màrtirs d'una sola congregació religiosa. 3.000 persones van acudir a la celebració a la Sagrada Família.
El procés de beatificació, que es va iniciar el 1948, inclou 109 missioners encapçalats pel sacerdot Mateu Casals i Mas, l'estudiant Teófilo Casajús Alduán i el germà Ferran Saperas i Aluja. En aquell moment la província claretiana estava formada per Catalunya, Aragó i València. Dels missioners màrtirs, 60 eren de la comunitat de Cervera - Mas Claret i Solsona, mentre que 15 eren de Vic i Sallent, 11 de Lleida, 8 de Sabadell, 8 de Barcelona, 4 de València i 3 de Castro Urdiales de Santander. El Papa Francesc va autoritzar el 26 de desembre de 2016 el decret de beatificació pel qual es considera provat el martiri dels 109 claretians.